# Kaźmierzowo
Kaźmierzowo (lit. Kazimieravas) – wieś na Litwie, w okręgu wileńskim, w rejonie wileńskim, w gminie Podbrzezie, nad jeziorem Kaźmierzowo.

## Nazwa
Słownik geograficzny Królestwa Polskiego z 1882 podaje nazwę Kazimierzowo. W Wykazie miejscowości Rzeczypospolitej Polskiej z 1938 miejscowość występuje pod urzędową nazwą Kazimierzowo i historyczną Kaźmierzewo, natomiast na mapach Wojskowego Instytutu Geograficznego z okresu międzywojennego majątek nosi nazwę Kaźmierzowo.
Obecnie Urzędowy wykaz polskich nazw geograficznych świata zaleca nazwę Kaźmierzowo. Ta nazwa używana jest także polskie media na Litwie.

## Historia
Do 1945 majątek ziemski (folwark). W Rzeczypospolitej Obojga Narodów leżało w województwie wileńskim, w powiecie wileńskim. Odpadło od Polski w wyniku III rozbioru.
W XIX i w początkach XX w. położone było w Rosji, w guberni wileńskiej, w powiecie wileńskim. Po I wojnie światowej pod administracją polską, w Zarządzie Cywilnym Ziem Wschodnich. W latach 1920–1922 w składzie Litwy Środkowej.
Od 11 kwietnia 1922 leżało w Polsce, w województwie wileńskim, w powiecie wileńsko-trockim, w gminie Podbrzezie. W 1931 miejscowość liczyła 66 mieszkańców, zamieszkałych w 6 budynkach.
Po II wojnie światowej w granicach Związku Sowieckiego. Od 1991 na niepodległej Litwie.